# Щелканиха (Ярославская область)
Щелканиха — деревня в Некрасовском районе Ярославской области. Входит в состав сельского поселения Красный Профинтерн.

## География
Находится в восточной части Ярославской области на расстоянии приблизительно 10 км на запад по прямой от административного центра района поселка Некрасовское в левобережной части района.

## История
В 1859 году здесь (деревня Ярославского уезда Ярославской губернии) было учтено 15 дворов, в 1898 — 21.

## Население
Численность населения: 82 человека (1859 год), 2 (русские 100 %) в 2002 году, 2 в 2010.